# Quando un uomo uccide
Quando un uomo uccide (titolo originale When a Man Murders) pubblicato in Italia anche con il titolo Un bacio per Nero Wolfe è la ventunesima novella gialla di Rex Stout con Nero Wolfe protagonista.

## Storia editoriale
Il racconto fu pubblicato per la prima volta nel numero di maggio 1954 sulla rivista The American Magazine e in formato libro nella raccolta Three Witnesses nel 1956.

## Trama
Da circa due anni la signora Karnow è stata avvisata dall'esercito che il marito è caduto nella guerra di Corea; di qui la confusione nel sentire al telefono la voce del marito. La signora si trova in una posizione delicata, essendosi risposata nel frattempo; chiede pertanto l'aiuto di Nero Wolfe per sbrogliare la situazione. Ma quando Archie si reca a trovare il marito redivivo, lo trova cadavere nella sua stanza d'albergo.

### Personaggi principali
- Nero Wolfe: investigatore privato
- Archie Goodwin: assistente di Nero Wolfe e narratore di tutte le storie
- Fritz Brenner: cuoco e maggiordomo
- Saul Panzer: investigatore privato
- Lon Cohen: giornalista
- Sidney Karnow: la vittima
- Caroline Karnow: vedova di Sidney
- Paul Aubry: secondo marito di Caroline
- Margaret Savage: zia di Sidney
- Richard e Ann Savage: figli di Margaret
- Norman Horne: marito di Ann
- Jim Beebe: avvocato
- Mandelbaum: vice procuratore distrettuale
- Cramer: ispettore della Squadra Omicidi
- Purley Stebbins: sergente della Squadra Omicidi

## Critica
"Wolfe scagiona il sospetto e indica il vero assassino in un tipico lavoro Stoutiano che comprende eredi intriganti, donne manipolatrici e bugiarde, playboy antipatici e complesse situazioni familiari. Il tema del "ritorno dall'aldilà" è stato usato molte volte prima, e spesso con effetto migliore, da altri scrittori. Stout stesso l'aveva provato sette anni prima nell'ugualmente mediocre Man Alive. La maggior parte dei lettori individuerà l'assassino e il movente già nella prima parte del racconto. A un certo punto sembra che Stout stia per inserire una svolta inaspettata nella trama, ma alla fine non lo fa e la storia termina in modo deludente."

## Edizioni
- Rex Stout, Un bacio per Nero Wolfe, in: "Ellery Queen presenta Estate Gialla 1968", traduzione di Hilia Brinis, Arnoldo Mondadori Editore, 1968,  p. 383.
- Rex Stout, Nero Wolfe in Quando un uomo uccide, traduzione di Hilia Brinis, collana I romanzi brevi di Rex Stout (n. 8), Arnoldo Mondadori Editore, 1983,  p. 223.